# Катинь (фільм)
«Катинь» (пол. Katyń) — фільм режисера Анджея Вайди про Катинський розстріл, що вийшов 2007 року. Вважається однією з найкращих робіт режисера. В основі фільму книга Анджея Мулярчика Post mortem — Катинська Історія. Прем'єра фільму в Польщі відбулася 17 вересня, 2007, до річниці вторгнення радянських військ до Польщі в 1939 році. Кінотеатральна прем'єра фільму в Україні відбулася 18 лютого 2010 року.
«Катинь» розповідає історію жінок: матерів, сестер, дочок офіцерів Польської Армії, які були масово страчені в Катинському лісі силами радянського НКВС за наказом Сталіна.

## Знімання
Знімання фільму відбувалося з 3 жовтня 2006 року по 9 січня 2007.

## У ролях
- Анджей Хира, в ролі Єжи
- Артур Жмієвський, в ролі Анджея
- Мая Осташевська, в ролі Анни
- Вікторія Гошиевска, в ролі Вероніки (Ніки), дочки Анджея та Анни
- Владислав Ковальскі, в ролі батька Анджея
- Мая Коморовська, в ролі матері Анджея
- Ян Енглерт, в ролі Генерала
- Данута Стенка, в ролі Рози, дружини Генерала
- Agnieszka Kawiorska, в ролі Еви, дочки Генерала та Рози
- Stanisława Celińska, в ролі Стасі — господині в домі Генерала
- Павел Малашинський, в ролі Петра — Поручика-пілота,
- Магдалена Целецька, в ролі сестри Петра
- Antoni Pawlicki, в ролі Тадеуша, сина Єлизавети
- Alicja Dąbrowska, в ролі актриси
- Jakub Przebindowski, в ролі ксьондза
- Кшиштоф Глобиш, в ролі доктора

## Український дубляж
Фільм був однією з перших кінострічок, дубльованих у 2007 році на новоствореній студії LeDoeyn.

## Реліз в Україні
18 лютого 2010 року фільм вийшов в український прокат; прокатом займалася B&H. До цього, у квітні 2008 році, вже відбулася прем'єра стрічки в Україні, після чого кінодистиб'юторська компанія B&H обмежено демонструвала фільм у кількох кінотеатрах мережі Кінопалац.
24 травня 2010 також відбулася українська телепрем'єра фільму з українським дубляжем від LeDoyen на телеканалі Перший, цьому передували заяви українських громадських організацій щодо необхідності показу фільму Катинь на Першому каналі у зв'язку з наближенням дати 70-ї роковини “Катинського злочину”.
В Україні фільм також виходив на DVD з доріжкою з українським дубляжем та українськими субтитрами. Також на сайті umka

## Реакція в Україні
Український історик Сергій Гірік схвально відгукнувся про фільм, похваливши те, що режисерові вдалося показати відсутність однозначного поділу на «хороших поляків» та «поганих росіян» і відповідно фільм є збалансованим та незаангажованим.

## Реакція в Росії
У Росії фільм зазнав жорсткої критики ЗМІ лівої політичної орієнтації, які заперечують причетність НКВС до Катинського розстрілу.